# الإبانة في اللغة العربية
الإِبَانَةُ فِي اللُّغَةِ العَرَبِيَّةِ كتاب في اللغة كتبه أبو منذر سَلَمةُ بنُ مُسلمٍ العَوتَبيُّ الصُّحاريُّ من أهل القرن الخامس للهجرة (الـ11 للميلاد). صدر في أربعة مجلدات عام 1999 عن وزارة التراث القومي والثقافة، وقد قام بتحقيق الكتاب بالاعتماد على مخطوطة الكتاب الأصلية فريق من أعضاء مجمع اللغة العربية الأردني.

## محتوى الكتاب
يضم الكتاب مقتطفات متعددة من شتى مجالات اللغة، منها: مواد نحوية وصرفية، ومقتطفات من علم التفسير والحديث والتاريخ. بالإضافة إلى مقاطع صوتية. قام العوتبي بتفسير المفردات الشائعة في اللغة العربية، معتمدا على الشواهد القرآنية والأحاديث النبوية والمأثورات من أقوال العرب وأمثالهم، بالإضافة إلى الأشعار، كما استشهد باٌقوال فلاسفة اليونان، مما يدل على التأثر بالمنطق الأرسطي الذي يميل للتصنيف والتقسيم الجنسي والنوعي لفنون التعبير، وجعل التقسيم شاملا للشعر والنثر.بدأ الكتاب بالحديث المفصل عن الفصاحة، ووجوه الكلام، وأصناف المنظوم والمنثور، ومعاني الحروف، والدخيل والمعرب.
أما فصول الكتاب فتناولت فقه اللغة: كالحقيقة والمجاز والتوكيد والاختصار والحذف وغيرها.

## نهج الكتاب
أتبع العوتبي في هذا الكتاب الاختصار وعدم التكرار خاصة في المجالات التي تم تناولها سابقاً وتعرض لها غيره في كتبهم. ونراه يسهب ويفصل في المجالات التي لم يتطرق إليها أحد ونالها الإهمال، ومثال على ذلك استخدامات (ثم)، وتسميات الألوان عند العرب.

## المدارس والمصادر التي أعتمد عليها الكتاب
أما المدارس اللغوية، فقد أعتمد الكاتب  على مدرستين أساسيتين هما:
- المدرسة الكوفية
- المدرسة البصرية

وأما الكتب والمصادر التي أعتمد عليها الكتاب، فكانت أبرزت وأهم الكتب التي تناولت اللغة في عصره، ومن أهمها:
- كتاب العين، لمؤلفه: الخليل بن أحمد الفراهيدي.
- كتاب معاني القرآن، لمؤلفه: يحيى بن زياد الفراء.
- كتاب مجاز القرآن، لمؤلفه: أبي عبيدة معمر بن المثنى.
- كتاب الأصمعيات، لمؤلفه: سعيد بن عبد الملك بن قريب الأصمعي.
- كتاب غريب الحديث، لمؤلفه: أبي عبيدة القاسم بن سلام.
- كتاب الحيوان، كتاب البيان والتبيين، لمؤلفهما: عمرو بن بحر الجاحظ.
- كتاب الكامل في اللغة والأدب، لمؤلفه: محمد بن يزيد المبرد.
- كتاب جمهرة اللغة، لمؤلفه: محمد بن الحسن بن دريد.